# Hedyotis pauciflora
Hedyotis pauciflora är en måreväxtart som beskrevs av Friedrich Gottlieb Bartling och Dc.. Hedyotis pauciflora ingår i släktet Hedyotis och familjen måreväxter.
Artens utbredningsområde är Filippinerna. Inga underarter finns listade i Catalogue of Life.